# Jean Cliquet
Jean Cliquet, né le 18 janvier 1911 à Asnières-sur-Seine (Hauts-de-Seine) et mort le 21 août 1997 à Lourdes (Hautes-Pyrénées) est un pilote d'essai français.

## Biographie
Après s'être engagé dans l'aéronautique navale en 1928, où il débute comme chef de poste, radio puis radio-navigant, Jean Cliquet se tourne rapidement vers le pilotage et une carrière dans l'aéronautique.
Il obtient ses brevets de pilote d'avion et d'hydravion en 1930. Sa brève carrière de pilote dans l'aéronautique navale lui permet d'acquérir une expérience, encore rare à l’époque, dans le décollage catapulté depuis un croiseur.
De 1933 à 1937, il est moniteur à l’école des boursiers de pilotage René Caudron de Royan.
En août 1937, il rejoint le terrain d'aviation du constructeur aéronautique Morane-Saulnier à Villacoublay, d'abord comme moniteur au sein de l'école de pilotage, puis comme pilote de réception et d'essais. Il se forme aux côtés de Michel Detroyat, alors chef pilote d'essais.
En 1940, il est affecté à la Section Civile des Liaisons Aériennes Métropolitaines (SCLAM), rattachée à la compagnie Air France. Cette affectation lui permet de poursuivre sa carrière de pilote pendant l'occupation, la construction aéronautique et les essais en vol étant quasiment à l'arrêt pendant cette période.
Il réintègre Morane-Saulnier en 1945, de nouveau comme pilote d'essai, puis responsable des essais en vol. Il travaille pour cette société pendant près de 25 ans et participe au développement et à la mise au point de nombreux appareils.
Jean Cliquet fait partie des rares pilotes de son époque à ne pas être passé par le Centre d'Essais en Vol (CEV).

## Activité de pilote d'essai

### Appareils pilotés et testés
- MS.406
- MS.470 Vanneau
- MS.700 Pétrel
- MS.755 Fleuret[4]
- MS.760 Paris[5],[6]
- MS.880 Rallye

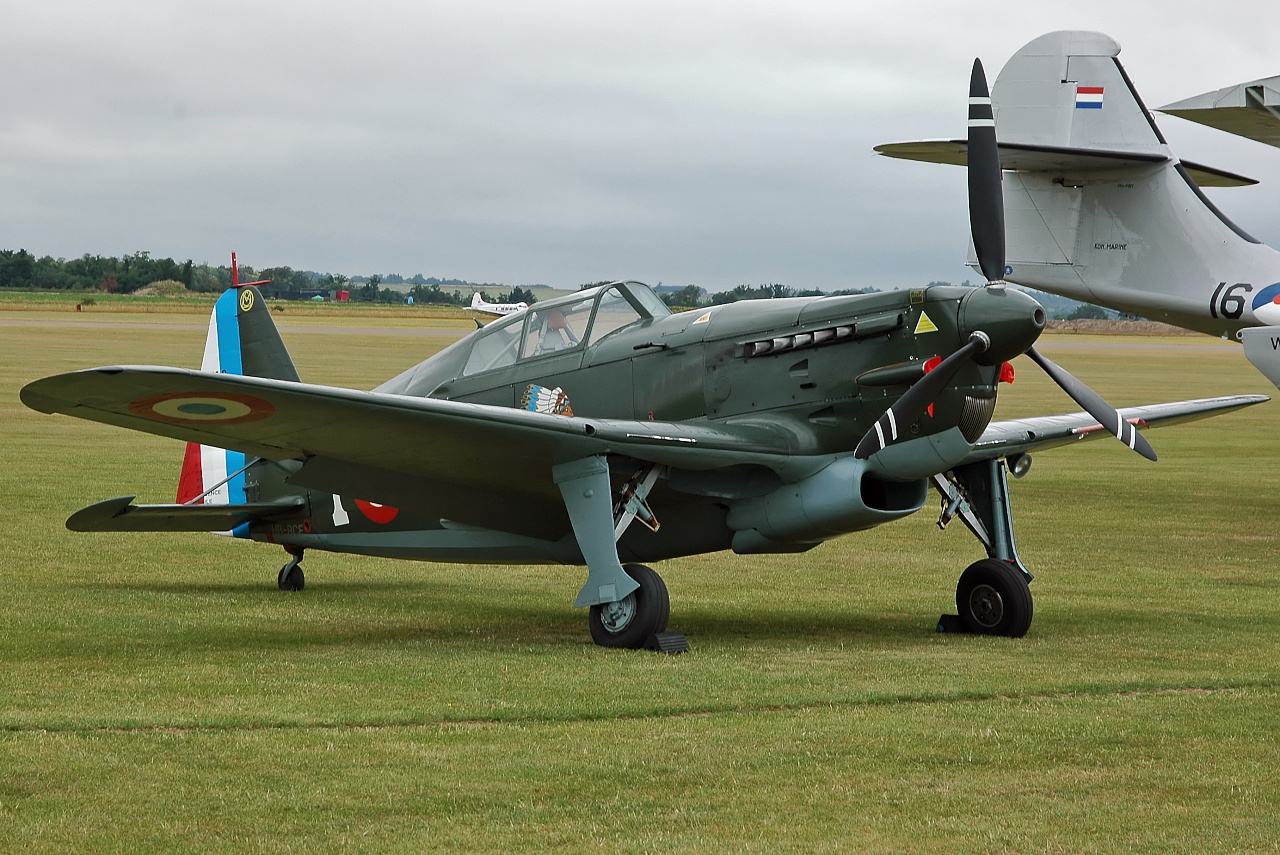
Morane-Saulnier MS.406
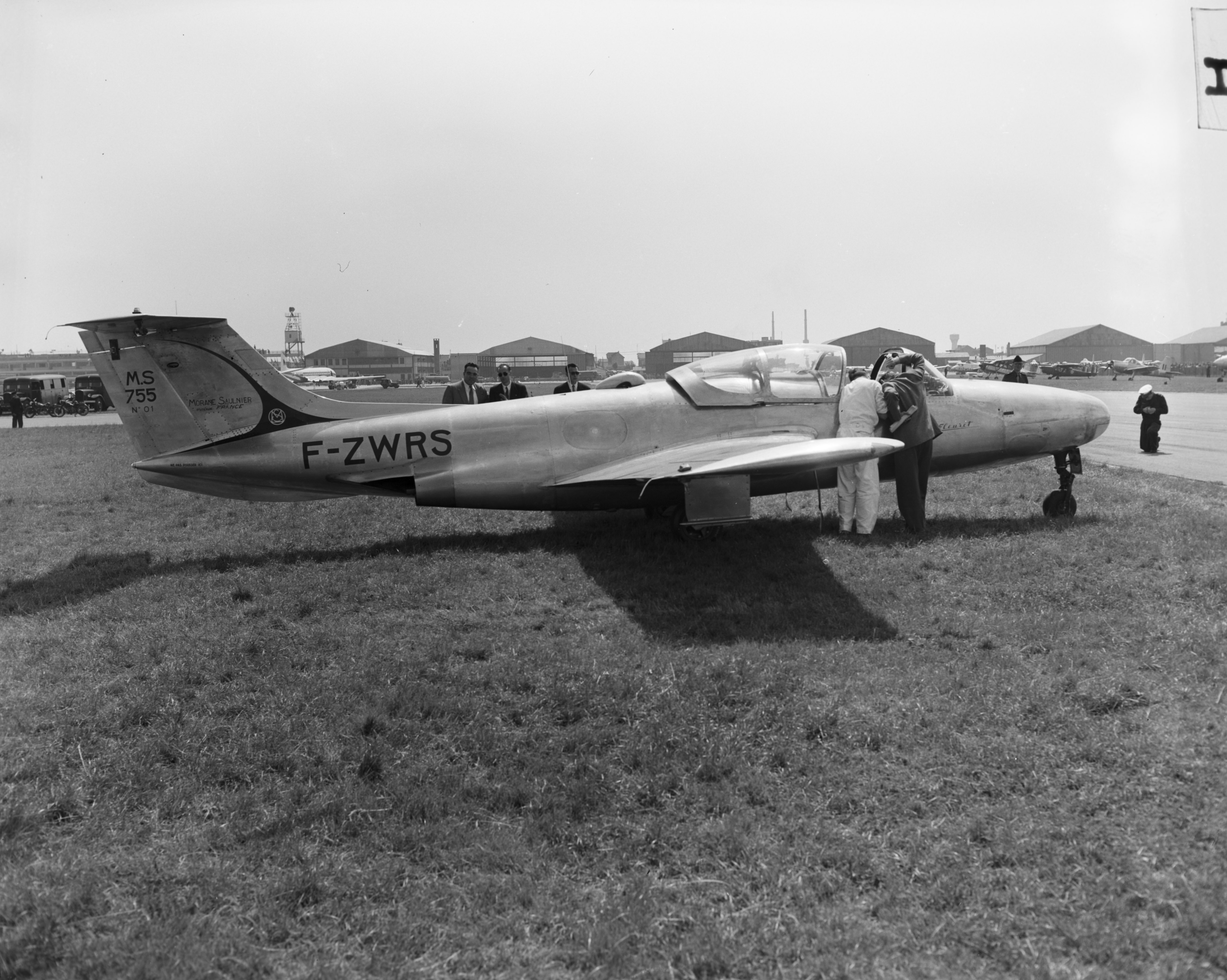
Morane-Saulnier MS.755 Fleuret
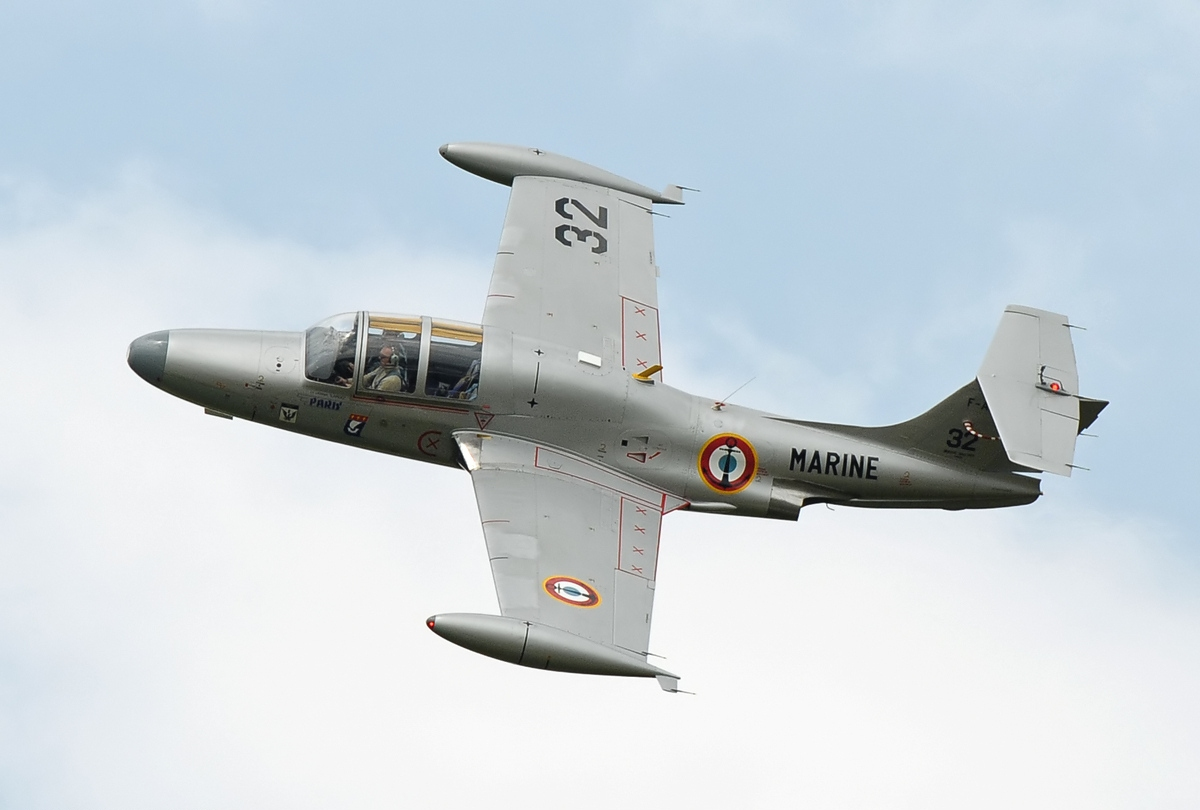
Morane-Saulnier MS.760 Paris
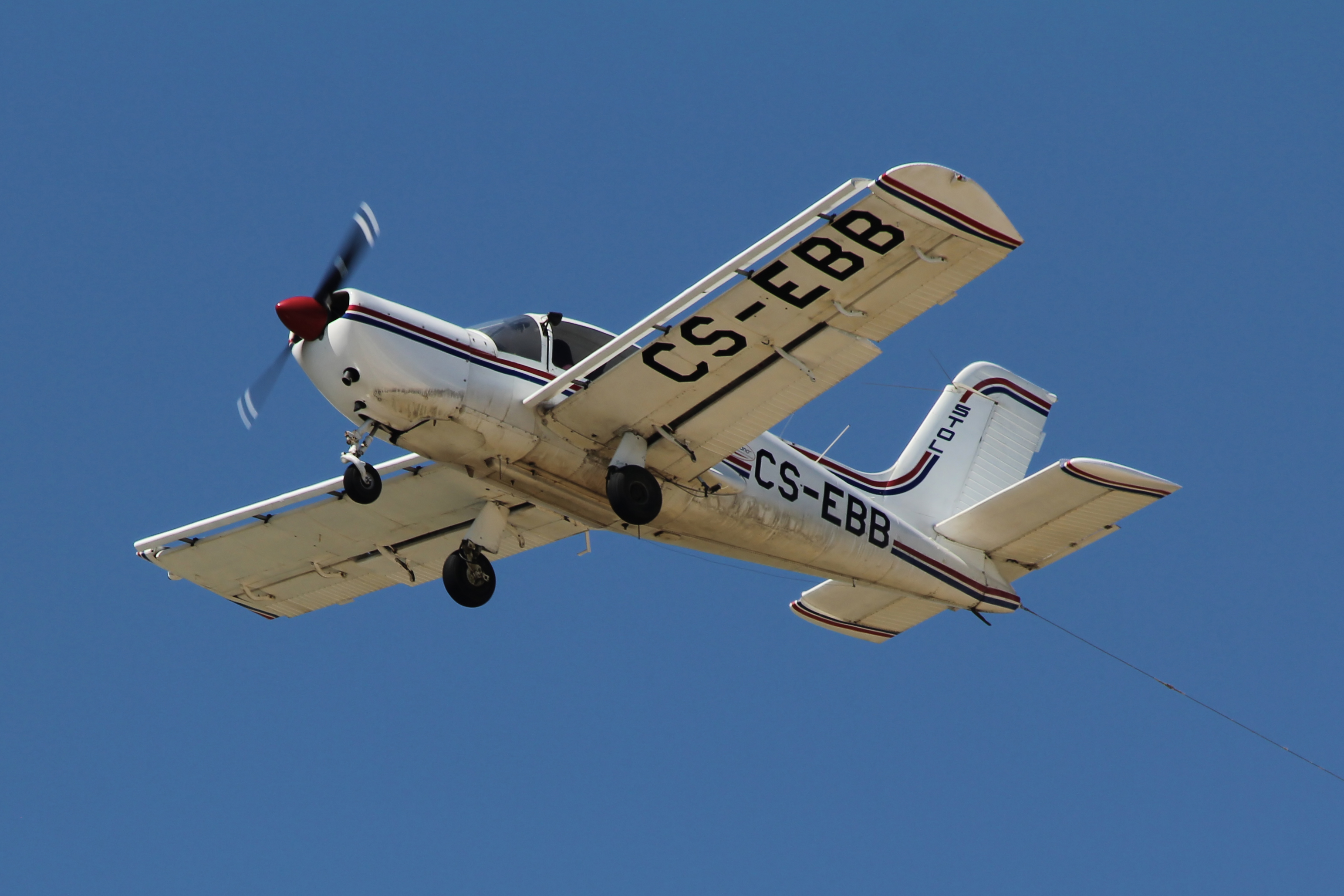
Morane-Saulnier MS.880 Rallye

### Anecdotes
Le 1er septembre 1946, Jean Cliquet assure le convoyage du prototype de définition de série du MS.472 vers une manifestation aérienne, organisée par l'aéroclub de Nogaro. Pensant pouvoir assurer le vol aller et retour de Marignane à Nogaro et les vingt minutes de présentation en vol, sans refaire le plein d'essence, Jean Cliquet et son mécanicien sont finalement contraints de se poser en catastrophe dans la plaine de la Crau, victimes d'une panne de carburant. A l'arrêt au milieu d'un troupeau de taureaux, ils doivent encore attendre l'arrivée d'un gardian pour pouvoir quitter leur appareil, sains et saufs.
En juin 1959, Jean Cliquet, alors chef pilote d'essai de Morane-Saulnier, doit présenter le prototype du MS.880 Rallye au salon du Bourget. Mais dès le premier vol de l'appareil, Jean Cliquet exprime son insatisfaction quant à la trop faible puissance du moteur de 90 ch. Deux autres vols confirmant ce diagnostic, il décide de ne plus faire voler l'avion, qui regagne finalement les ateliers de Villacoublay par la route, avant de faire l'objet des modifications nécessaires,.

## Décorations
- Officier de la Légion d'honneur[3]
- Médaille de l'Aéronautique